# Katholieke Kerk in Bermuda

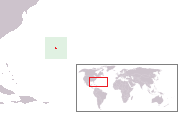
Bermuda

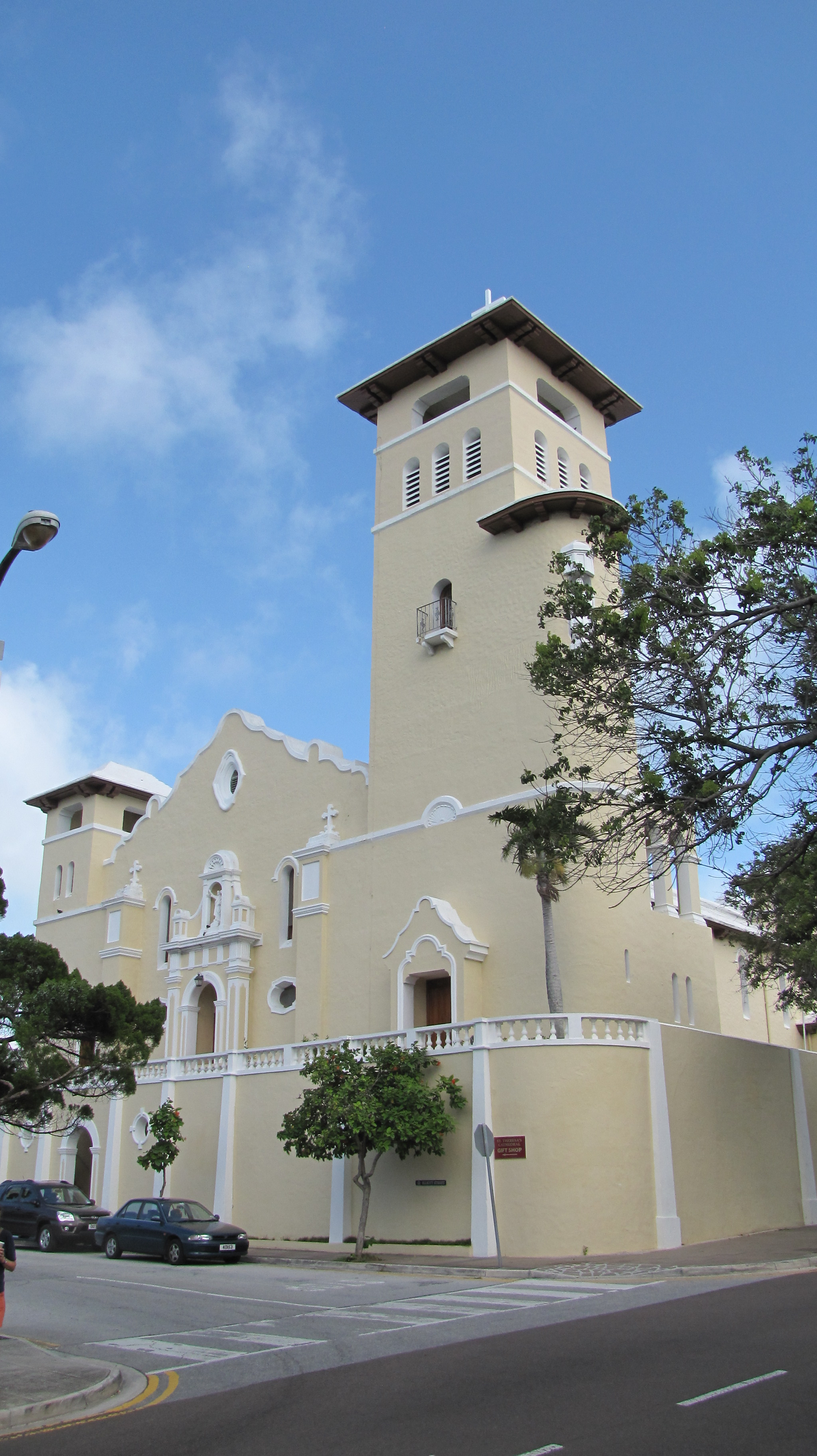
Kathedraal van Hamilton

De Katholieke Kerk in Bermuda is een onderdeel van de wereldwijde Katholieke Kerk, onder het geestelijk leiderschap van de paus en de curie in Rome.
In 2005 waren er in Bermuda ongeveer 9.000 (16%) katholieken. Het land bestaat uit een enkel bisdom, het bisdom Hamilton, dat deel uitmaakt van de kerkprovincie Nassau op de Bahamas. Bisschop van Hamilton is Robert Joseph Kurtz. Men is lid van de bisschoppenconferentie van de Antillen, president van de bisschoppenconferentie is Patrick Christopher Pinder, aartsbisschop van Nassau (Bahama's). Verder is men lid van de Consejo Episcopal Latinoamericano.
Aangezien Bermuda onder de soevereiniteit van het Verenigd Koninkrijk valt heeft de Heilige Stoel geen aparte vertegenwoordiging. Bermuda heeft eenmaal een bezoek gehad van een paus. Paus Paulus VI bezocht het land in 1968. 

## Indeling
- Aartsbisdom Nassau (Bahamas)
  - Bisdom Hamilton

## Pauselijk bezoek
Bermuda heeft eenmaal een bezoek gehad van een paus. 
- 24 augustus 1968: pastoraal bezoek van Paus Paulus VI aan Bermuda.